# Ranova
Ranova (rusky Ранова) je řeka v Rjazaňské a v Lipecké oblasti v Rusku. Je 166 km dlouhá. Povodí má rozlohu 5550 km².

## Průběh toku
Ústí zprava do řeky Proňa (povodí Volhy).

## Vodní stav
Zdroj vody je převážně sněhový. Zamrzá v listopadu nebo na začátku prosince a rozmrzá v první polovině dubna.